# Ryszard Stadniuk
Ryszard Tadeusz Stadniuk (født 27. oktober 1951 i Stettin, Polen) er en polsk tidligere roer.
Ved OL 1980 i Moskva vandt Stadniuk (sammen med Adam Tomasiak, Grzegorz Nowak, Grzegorz Stellak og styrmand Ryszard Kubiak) en bronzemedalje for Polen i disciplinen firer med styrmand. Østtyskland og Sovjetunionen vandt guld og sølv. Ved de samme lege var Stadniuk en del af den polske otter, og han deltog også ved OL 1976 i Montreal.
Stadniuk vandt desuden én VM-medalje, en sølvmedalje i toer med styrmand ved VM 1975 i Nottingham.

## OL-medaljer
- 1980:  Bronze i firer med styrmand